# Ernst Kullak
Ernst Kullak, född 22 januari 1855 i Berlin, död där 1914, var en tysk pianist och kompositör.
Kullak studerade vid Neue Akademie under sin farbror Theodor Kullak. Han arbetade som piano- och kompositionslärare. Som kompositör blev han känd genom salongsstycken för piano (Im Fjord, Pierrot tanzt, Im Winter, Zwillingsblumen) och lieder.